# A Small Town Girl
A Small Town Girl è un cortometraggio muto del 1915 diretto da Allan Dwan. Sceneggiato da Beatrice Van e prodotto dalla Rex Motion Picture Company, aveva come interpreti Pauline Bush, William Lloyd, Lon Chaney, Richard Rosson, Rupert Julian, Murdock MacQuarrie, Martha Mattox.

## Trama
Pauline, rimasta orfana da bambina, è stata adottata da uno zio, proprietario dell'unico albergo che vanta la cittadina di Maplehurst. Dick, l'impiegato, è innamorato di lei, ma Pauline sogna romanticamente una vita più eccitante e, quando all'albergo giunge uno snob di città, lei si lascia incantare dai suoi modi così diversi e raffinati. Dopo una gita in auto, lui la convince a fuggire. Passa un anno. Lui si è stancato di lei e la lascia. Sola, senza mezzi, dà alla luce un bambino a cui adesso deve provvedere. Un protettore, che vive nella sua stessa pensione, le consiglia di guadagnarsi da vivere prostituendosi, un altro vicino di suicidarsi. Per sua fortuna, una coppia di anziani coniugi senza figli prende a cuore il suo caso e le dice che la cosa più bella è quella di essere diventata madre. Pauline prende coraggio e scrive allo zio per chiedere aiuto. Dick legge la lettera e le manda del denaro. Lo zio, nel frattempo muore, lasciando in eredità l'albergo a Dick che va a prendere Pauline. Intanto il padre del bambino, dopo essere stato per qualche tempo all'Ovest, torna indietro. È cambiato, e cerca Pauline per poter vedere suo figlio. Ma lei, questa volta, non ci casca. Ormai lo disprezza e lo manda via.

## Produzione
Il film fu prodotto dalla Rex Motion Picture Company.

## Distribuzione
Distribuito dalla Universal Film Manufacturing Company, il film - un cortometraggio in due bobine - uscì nelle sale statunitensi il 17 gennaio 1915.